# Marilyn Manson (formație)
Marilyn Manson este o formație americană de muzică metal fondată de Brian Warner și Scott Putesky în Fort Lauderdale, Florida. Trupa s-a format în 1989 sub numele de Marilyn Manson & the Spooky Kids. Interpretările trupei erau unice, astfel au început să atragă fanii. Actualii membri ai formației sunt vocalistul Marilyn Manson, basistul/chitaristul Twiggy Ramirez, toboșarul Ginger Fish, Chris Vrenna la orgă și Andy Gerold, live basist. Sunt una dintre cele mai controversate trupe moderne, datorită „ciocnirilor” frecvente cu figurile religioase și politice. Numele trupei este format din combinația unui sex simbol, Marilyn Monroe, și ultimul nume este al unui criminal în serie, Charles Manson, vrând astfel să demonstreze diferențierea ciudată a a societății. Membrii trupei se machiază, îmbracă diferite costume, iar pe scenă și înafara acesteia, se angajează într-un comportament șocant. Versurile melodiilor sunt mereu criticate deoarece conțin sentimente anti-religioase și cu referire la actul sexual, violență și droguri. Felul lui Manson de a cânta a fost întotdeauna numit ofensiv și obscen, iar, de câteva ori, protestele și petițiile au obligat trupa să nu mai cânte. Cu cât controversa scădea, cu atât popularitatea trupei creștea. În afara acestui lucru, Marilyn Manson a avut multe succese: trei albume au fost premiate cu certificat de platină, alte trei cu aur, iar trupa a debutat de 4 ori în top 10, aici fiind și 2 albume pe locul 1. VH1 a clasat trupa Marilyn Manson pe locul 78 în topul lor, 100 Great Artists of Hard Rock. Marilyn Manson a vândut peste 50 de milioane de înregistrări.

## Istoric

### The Spooky Kids și primii ani (1989-1993)
În 1989, Brian Warner era la colegiu ca student, lucrând să devină jurnalist, astfel a dobândit experiență în domeniul muzical deoarece scria astfel de articole pentru revista 25th Parallel din Florida de Sud. Astfel, acesta s-a întâlnit cu câțiva dintre artiștii cu care trupa sa va fi asemănată mai târziu, aceștia fiind My Life With the Thrill Kill Kult și Trent Reznor din Nine Inch Nails. S-a întâlnit la scurt timp cu Scott Putesky, și dupa ce i-a arătat niște versuri și poeme pe care le-a scris, i-a propus să fondeze o trupă împreună. Warner, chitarisul Putesky și basistul Brian Tutunick au înregistrat prima lor melodie demo ca Marilyn Manson and The Spooky Kids în 1990, vorbind despre numele de scenă Marilyn Manson, cu Daisy Berkowitz și Olivia Newton Bundy. Li s-a alăturat Stephen Bier, care își spunea Madonna Wayne Gacy; Bundy a fost înlocuit de Gidget Gein, născut sub numele de Brad Stewart. În 1991, toboșarul Fred Streithorst, sub numele de Sara Lee Lucas s-a alăturat trupei.
Numele pe care membrii si i-au ales reprezenta conceptul central al trupei: diferența dintre bine și rău, și existența lor, împreună, oriunde. „Marilyn Monroe avea o latură întunecată, la fel cum și Charles Manson are unde bună, inteligentă”. Imaginea celor doi, Monroe și Manson, la fel de faimoși și notori, erau materialele promoționale ale trupei. Popularitatea trupei The Spooky Kids a crescut repede în zonă, mult datorită radioului WYNX-FM, un fan care le-a difuzat cântecul demo în premieră la radio.
Pe scena se vedeau lucruri neobișnuite „femei dezbrăcate, copil în cușcă, părți de animale însângerate”, iar Manson, Berkowitz și Gein interpretau îmbrăcați în femei sau costume bizare sau chiar își dădeau foc la îmbrăcăminte pe scenă, fiind supravegheați de pirotehnicieni profesioniști. Au continuat să interpreteze și să lanseze casete - redenuminduși trupa în Marilyn Manson în 1992 până în vara lui 1993, când trupa și-a îndreptat atenția către Trent Reznor, care tocmai și-a deschis propriul studio de înregistrări, Nothing Records.

### Nothing Records și primul album (1993-1995)
Reznor i-a oferit lui Marilyn Manson un contract la noul lui studio și oportunitatea de a sprijinii trupa Nine Inch Nails în turul ce urmează să fie organizat. Aceștia acceptă ambele oferte, și fac înregistrări pentru debutul national, Portrait of an American Family început în 1993. Lucrând cu producătorul Roli Mosimann la Studiourile Criteria în Miami, Florida, trupa a înregistrat noi melodii alături de materialul din repertoriul Spooky Kids, și la sfârșitul toamnei din 1993, au terminat prima versiune a albumului de debut, intitulat The Manson Family Album. Oricum, acesta nu a fost bine primit. Albumul era lipsit de viață și „sărac” față de interpretările dinamice ale trupei Marilyn Manson. În același timp, trupa avea probleme cu basistul Gidget Gein care nu-și mai putea control obsesia față de heroină. În timp ce reprelucra albumul, Manson a interpretat la două spectacole sub numele de Mrs Scabtree. În octombrie 2003, Reznor a acceptat să reproducă albumul lui Manson. Gein, care a fost spitalizat datorită unei supradoze de heroină, nu a fost invitat. După câteva săptămâni de mixuri, remixuri și reînregistrări, albumul -acum numit Portrait of an American Family- era gata să fie prezentat la Interscope Records. Deși ca primă melodie, Get Your Gunn a fost transmisă live la radio, Gein a primit o scrisoare cu declarația că „nu mai este nevoie de el în trupa Marilyn Manson” după o a patra supradoză de heroină; a fost înlocuit de Twiggy Ramirez. În decembrie 1993, Ramirez a interpretat
pentru Marilyn Manson într-o săptămână de spectacole prin Florida cu Jack Off Jill. În timpul spectacolelor, Manson și artista Jessicka de la Jack Off Jill au fost acuzați de diferite infracțiuni; ambii fiind arestați și duși la poliție. Ramirez și-a făcut debutul național când a început turul formației Nine Inch Nails. Manson a avut ocazia să-l întâlnească în timpul acelui tur pe fondatorul bisericii sataniste, Dr.Anton LaVey. La acea întâlnire, LaVey l-a onorat pe Manson cu titlul de „Preot”, ceea ce înseamna în biserica satanistă, o persoană care este facut preot de biserică, și nu este necesar să-și dedice viața predării religiei, asemenea unui cleric sau slujitor. În 1995, trupa a organizat primul său tur național, și 2 luni cu formația Monster Voodoo Machine pentru sprijin; acesta va fi ultimul tur al lui Sara Lee Lucas cu trupa lui Manson. Două săptămâni mai târziu, a fost înlocuit de Ginger Fish, care s-a alăturat grupului. Marilyn Manson era din nou în tur, de data asta împreună cu Danzig și Korn. Turul s-a terminat în vara lui 1995, după care trupa s-a mutat la noua casa din Studiourile Nothing în New Orleans, Louisiana unde au început să lucreze la cel de-al treilea single de pe Portrait of an American Family, adică Dope Hat.
În videoclip, Manson are rolul lui Willy Wonka într-o versiune horror, șocantă al Willy Wonka and the Chocolate Factory, ceea ce s-a propus pentru Dope Hat a devenit un album remix de o oră sub numele de Smells like Children. Cele 15 piese ale albumului, remix-uri și sunetele bizare vor demonstra că acesta va fi primul hit legitim a lui Manson: Dope Hat. Un tur de 5 luni a urmat, din septembrie până în februarie, în timpul cărui a promovat material nou precum Irresponsible Hate Anthem, Minute of Decay și Smells like Children. Zvonuri despre un nou album circulau în tot acest timp și au fost confirmate după e trupa a ajuns în studiourile Nothing din New Orleans în 1996 să înceapă înregistrările.

### Antichrist Superstar și protestele (1996-1997)
Cel de-al doilea album al Marilyn Manson este Antichrist Superstar, lansat pe data de 8 octombrie 1996. A fost înregistrat la studiourile Nothing cu Trent Reznor ca producător executiv, procesul a fost reportat ca fiind unul lung și greu deoarece se încerca să prezinte un mediu violent, în care se consumă droguri. În acest timp, antagonismul dintre membrii trupei a fost ridicat. Daisy Berkowitz, chitaristul fondator al trupei, a părăsit trupa în timpul procesului de înregistrare a albumului, Twiggy interpretând o mare parte din opera de chitară a albumului. Timothy Linnton a răspuns la o reclamă care căuta înlocuirea lui Berkowitz. El va forma o relație strânsă cu Maddona Wayne Gacy, care a fost responsabilă pentru includerea uneia dintre sursele majore de inspirație pentru album: Cabala. Întrând cu tradiția de șase ani de a numi membrii trupei după icoane feminine și asasini în serie, Zim Zum a fost ales ca nume de scenă al lui Linton. Acesta a derivat din conceptul Cabala Lurianică de Tzimtzum. Primul single al albumului, The Beautiful People a avut un impact major asupra topurilor de rock altenativ și a ajutat albumul să intre pe locul 3 în topul albumelor, chiar la debutul său. A urmat turul Dead to the World Tour pentru a sprijinii albumul; era debutul lui Marilyn Manson în multe părți ale lumii: Alaska, Hawaii, Marea Britanie și continental în Europa, Asia, Africa de Sud și Australia. Astfel, faima s-a împrăștiat în toate colțurile lumii. În SUA primeau totuși mai multă atenție ca înainte, dar nu toată pozitivă. Pe 10 noiembrie 1997, aceștia lansează remix-uri/live , Remix & Repent, alături de alte 4 melodii de pe Antichrist Superstar în versiune nouă
The Beautiful People, Tourniquet, Antichrist Superstar și Man that You Fear pe lângă înregistrări live din turul din SUA, Dead to the World Tour. Două melodii nelansate de pe albumul Antichrist Superstar au contribuit ca soundtrack pentru filme: Apple of Sodom în filmul Lost Highway și The Suck for Your Solution Private Parts. La sârșitul anului 1997, Manson a anunțat că va publica prima sa carte autobiografică, Long Hard Road out of Hell; cartea a fost lansată în februarie 1998, împreună cu un documentar live despre tur, un video intitulat Dead to the World.

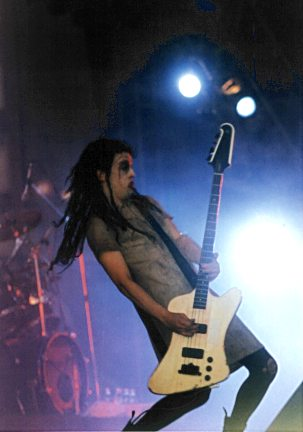
Twiggy Ramirez, live în Argentina, 24 noiembrie 1996

### Mechanical Animals, Columbine și Holy Wood (1998–2002)
În 15 septembrie 1998, Marilyn Manson lansează albumul Mechanical Animals, un album puternic influențat de David Bowie. Promovarea albumului a fost masivă, printre care și difuzări repetate la MTV și pe internet pentru a promova albumul și melodia The Dope Show, astfel albumul debutând pe poziția 1 în Billboard 200 Albums chart. Aceștia și-au transformat noua imagine pentru acest album. Marilyn Manson era acum o formație de tip glam rock. Cu timpul, aceștia s-au mutat în Los Angeles și Zim-Zum a fost înlocuit cu John Lowery, care s-a alăturat acestora sub numele de John 5. După un tur promoțional, aceștia au organizat turul mondial Rock is Dead, avându-i cu ei pe Hole și Monster Magnet. Turul va fi unul cu probleme: pe 1 martie 1999, cele trei formații au interpretat în Spokane, Washington; pe 14 martie, Hole a părăsit turul, iar Manson și-a rupt glezna, obligându-l să renunțe la câteva spectacole. Jack Off Jill și Nashville Pussy au rămas să continuie turul. La mai puțin de trei săptămâni după tur, doi studenți (Eric Harris și Dylan Klebold) de al Liceul Columbine din Littleton, Colorado au ucis 13 persoane și apoi s-au sinucis; media a reportat că erau fani ai muzicii violente și jocurilor video. Atenția a fost atrasă de formația lui Manson, dar s-a demonstrat ca cei doi studenți nu erau fani ai grupului. Pe 28 aprilie, prin respectul său față de victime, a anulat restul concertelor din turul Rock is Dead și nu va mai apărea în Denver până la Ozzyfest în 2001. Melodia The Nobodies a fost inspirată din împușcături. Restul anului 1999 și mult din 2000 a fost o perioadă de liniște pentru Manson. O mare parte de timp aceștia au petrecut-o în studiourile de înregistrări, în Death Valley, cu singura melodie Astonishing Panorama of the Endtimes apărută în acest timp. Pe 14 noiembrie 2000 apare albumul Holy Wood (In the Shadow of the Valley of Death). Revenind la stilul întunecat și controversat, albumul a fost înspirat din faptele petrecute la liceul Columbine. Albumul este descris de formație ca fiind ultimul din trilogie, alături de Mechanical Animals și Antichrist Superstar. Versurile melodiilor se refereau la John F. Kennedy și Lee Harvey Oswald, John Lennon și Mark David Chapman și chiar la Abraham Lincoln și John Wilkes Booth. Turul The Guns, God and Government a extins fascinația Americii pentru violență, iar logo-ul turului era - o pușcă și pistoale aranjate ca o cruce. Pe 16 mai 2001 s-a anunțat pe site-ul lui Manson că dorește să citeze din Biblie la următorul concert, ca versurile să nu mai fie așa pline de boli, mizerie, adulter, sinucidere și sacrificii. Pe 21 iunie 2001, Manson a citit în Denver, Colorado pe scenă câteva pasaje și psalmi. Acest tur a fost lansat pe DVD ca documentar, în data de 29 octombrie 2002. Acesta mai conține și un filmuleț intitulat Death Parade.

### The Golden Age of Grotesque (2003-2005)
Manson a început un nou proiect în 2002, după ce a terminat cu trilogia. În 2002 Jonathan Davis de la Korn l-a invitat pe Manson într-un studio pentru a înregistra o melodie numită Redeemer. Melodia, produsă de Jon și Richard Gibbs a fost lansată pe Queen of the Damned soundtrack. După ce și-a găsit inspirația în era Swing a anilor 1920, formația a lansat albumul The Golden Age of Grotesque pe 13 mai 2003. Noul membru, Tim Skold l-a înlocuit pe Twiggy Ramirez, adăugând o nouă dimensiune sunetelor. Acesta a venit din formația de heavy KMFDM. Albumul a debutat pe locul 1 în topuri, având vânzări de peste 180.000 de copii în prima săptămână în SUA. A urmat alt tur, Grotesk Burlesk unde au adăugat teme și elemente noi inspirate cabaretul german. Lest We Forget: The Best Of a fost lansat pe 28 septembrie 2004. S-a crezut că este albumul de rămas bun a lui Manson, fiind susținut de o serie de melodii adorate. După lansarea melodiei Personal Jesus, formația a apărut la numeroase spectacole, unde se include o interpretare la MADtv; unde toboșarul Ginger Fish a căzut, fracturându-și craniul și încheietura. Chris Vrenna l-a înlocuit; după ce s-a însănătoșit a continuat cu formația Martyr Plot, înainte să se întoarcă la Marilyn Manson.
John 5 a fost și el înlocuit; Mark Chaussee i-a luat locul în turneul Against All Gods fiind și acesta înlocuit în studio de Tim Skold. La festivalul de muzică Rock am Ring din 2003, între John 5 și Marilyn Manson a avut loc o altercație pe scenă.
Lest We Forget a fost premiat cu aur în 2005. Albumul din 2007, Eat Me, Drink Me a fost înregistrat de Manson și Skold.

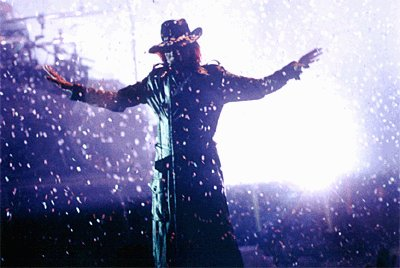
Marilyn Manson interpretând live melodia The Speed of Pain

### Corporația Celebritarian și albumul Eat Me, Drink Me (2006–2008)
Începând cu anul 2006, respectiv ianuarie, și pentru câteva luni, website-ul lui Manson a fost actualizat de mai multe ori, fiind adăugate muzică și artă, acestea fiind cu referire la The Celebritarian Corporation. Cel de-al șaselea album a lui Manson, Eat Me, Drink Me a fost lansat pe 5 iunie 2007, debutând pe locul 8 în SUA cu vânzări de peste 88.000 de copii. Lansat după 4 ani de la ultimul album, The Golden Age of Grotesque, Eat Me, Drink Me a marcat altă schimbare a stilului de muzică pentru care formația era cunoscută. O chestie de remarcat este că a fost făcut de Manson și Skold într-un studio închiriat. Era primul album major a lui Manson de la plecarea lui Madonna Wayne Gacy, lăsându-l pe Manson singurul membru oficial al formației de la albumul Portrait of an American Family. Chris Vrenna care l-a înlocuit temporar pe Ginger Fish în turul Against All Gods îl va înlocui pe Madonna Wayne Gacy. Marilyn Manson a avut un tur cu Slayer pentru a promova formația Bleeding Through. Zvonuri circulau că Manson ar fi scris Mutilation is the Most Sincere Form of Flattery ca un atac asupra formației My Chemical Romance. O scurtă ceartă va avea loc între Manson și Gerard Way, liderul My Chemical Romance. Pe data de 9 ianuarie 2008, ep site-ul Myspace, Manson confirmă reîntoarcerea lui Twiggy Ramirez și Tim Skold va continua cu aceștia. Cei doi au început să scrie materiale noi deja.

### Reîntoarcerea lui Twiggy și The High End of Low (2009-prezent)
În turul Rape of the World care s-a terminat pe 2 martie 2008, s-au început înregistrările la cel de-al șaptelea album al lui Marilyn Manson. Pe 29 noiembrie 2007 la The Heirophant s-a reportat că Manson plănuiește să înceapă lucrul la cel de-al șaptelea album prin ianuarie sau februarie 2008. Între noiembrie 2008 și 5 ianuarie 2009 s-a lucrat la album, ultimua melodie de pe album fiind gata exact de ziua lui Manson, pe 5 ianuarie. Pe 14 august 2008, Manson a anunțat că Wes Borland se va alătura trupei, înlocuindu-l pe Rob Holliday la chitară. Marilyn Manson a fost intervievat de Revolver Magazine în februarie 2009; acesta a vorbit despre noul album și a dezvălui două nume: I Wanna Kill You Like They Do in the Movies și Armagoddamnmotherfuckinggeddon. Producătorul albumului Sean Beavan a postat pe My Space blog alte 2 nume ale unor melodii: 15 și Four Rusted Horses. Marilyn Manson alături de Slayer au fost la festivalul Rockstar Energy Mayhem în 2009. Pe 2 februarie, Rolling Stone dezvăluie că numele albumului este The High End of Low. Pe 18 martie 2009, Kerrang a spus că albumul conține în total 15 melodii. Prima melodie oficială a albumului este Arma-Goddamn-Motherfuckin-Geddon care a fost difuzată pe stațiile radio în data de 21 aprilie. În topul Billboard's Mainstream Rock a ajuns până pe locul 37. Albumul a fost lansat pe data de 26 mai 2009, debutând pe locul 4 în Billboard 200 cu 49.000 de copii vândute. Deși era clasat printre primele, The High End of Low a debutat pe locul 8 și a fost cea mai proastă sumă obțiunută în prima săptămână dintre toate albumele lui Manson. Într-un interviu cu Revolver, Marilyn Manson a confirmat ca formația lucrează la un nou album, și a mai spus căacesta va avea 13 melodii care vor suna foarte death metal.

## Marilyn Manson (Brian Warner)
Vezi tot articolul Marilyn Manson
Marlyn Manson (născut Brian Hugh Warner pe 5 ianuarie 1969) este un muzician american și artist cunoscut pentru imaginea sa controversată. Este vocalistul formației cu același nume. Actualul său nume este format din numele actriței Marilyn Monroe și criminalul Charles Manson. În mass-media este caracterizat ca având o influență rea asupra copiilor, iar stilurile ciudate în care își modelează și scrie versurile melodiilor l-au adus într-o situație proastă.

## Stilul muzical
Marilyn Manson au ajuns cunoscuți datorită felului în care interpretează și se îmbracă, sunetul, elementele ciudate și glam rock. Genurile la care se încadrează aceștia sunt metal alternativ, rock alternativ, hard rock, heavy metal, metal industrial, rock industrial și shock rock. Manson a preluat stiluri de la Alice Cooper, David Bowie, The Doors, Black Sabbath și Kiss.

## Masacrul de la Liceul Columbine
Vezi tot articolul Masacrul de la Liceul Columbine
După masacrul de la Columbine, acuzațiile aduse asupra lui Manson cum că ucigașii Eric Harris și Dylan Klebold au fost influențați de muzica lui erau tot mai multe. Mai tărziu, s-au descoperit dovezi care dovedeau ca Harris și Klebold nu erau fani ai formației lui Manson, dar totuși aceștia nu au scăpat de acuzațiile care au continuat să apară. În documentarul Bowling for Columbine, Michael Moore îl intervievează pe Manson despre această tragedie. Când a fost întrebat ce spune despre cei doi ucigași, Manson a spus:
„Nu le-aș fii spus doar un cuvânt; I-aș fii ascultat să văd ce au de spus, și asta e ceva ce nimeni nu a făcut”.
Manson a scris într-un articol în revista Rolling Stone pe 24 iunie 1999 intitulat Columbine: Whose Fault Is It, care vorbește detaliat despre violență și despre împușcături. Rapper-ul Eminem s-a referit la incidentul de la Columbine în melodia The Way I Am care conținea următoarele versuri:
„When a dude's gettin' bullied and shoots up his school/And they blame it on Marilyn, and the heroin/Where were the parents at?”. Manson a avut un rol cameo în videoclip și chiar a contribuit vocal cu chitara. Problemele lui Manson cu incidentul de la Columbine au continuat până la 10 octombrie 2007,când un băiat de 14 ani, Asa Coon a deschis focul în liceul său din Cleveland, Ohio. SuccessTech Academy s-a închis în jurul orei 1:15 Pm, când Coon a împușcat 4 oameni, doi elevi și doi profesori, apoi s-a sinucis. Poliția a reportat că în interviurile cu studenții, aceștia au spus că Coon purta un tricou cu Marilyn Manson. De multe ori Coon le-a spus colegilor și profesorilor că el nu mai crede în Dumnezeu, ci îl venerează pe Marilyn Manson. Coon era cunoscut pentru comportamentul violent și era mereu îmbrăcat în haine negre - cizme negre, haine negre și tricou cu rock.

## Compoziția
Toate versurile melodiilor formației sunt scrise de Manson. De obicei se inspiră dintr-un anumit lucru, faptă ș.a. înainte să le scrie - de exemplu, albumul Holy Wood se referea la împușcăturile de la liceul Columbine, titlul ei fiind Target Audience; albumul are aluzii frecvente despre asasinare, melodia The Fall of Adam se refera la împușcăturile asupra mașinii lui Abraham Lincoln. Muzica este compusă prima dată în studio de Twiggy Ramirez în studio și live la chitară bas; și Ginger Fish la tobe. În timpul primei părți ai carierei (1994-2004), Manson înregistra versiuni ai altor artiști; cele mai de succes fiind Sweet Dreams (Are Made of This) a formației Eurythmics și Tainted Love de Soft Cell. Alte versiuni oficiale pe care aceștia le-au lansat sunt:
| Artistul                                             | Melodia                     | Albumul                                    |
| ---------------------------------------------------- | --------------------------- | ------------------------------------------ |
| Depeche Mode                                         | "Personal Jesus"            | Lest We Forget: The Best Of                |
| David Bowie                                          | "Golden Years"              | Dead Man On Campus (OST)                   |
| Gary Numan                                           | "Down in the Park"          | Lunchbox (EP)                              |
| Patti Smith                                          | "Rock N Roll Nigger"        | Smells Like Children                       |
| John Lennon                                          | "Working Class Hero"        | Disposable Teens                           |
| The Doors                                            | "Five to One"               | Disposable Teens                           |
| Screamin' Jay Hawkins                                | "I Put a Spell on You"      | Smells Like Children                       |
| AC/DC                                                | "Highway to Hell"           | Detroit Rock City (OST)                    |
| The Ramones                                          | "The KKK Took My Baby Away" | We're a Happy Family: A Tribute to Ramones |
| Dr. Hook & the Medicine Show                         | "Get My Rocks Off"          | The Last Tour On Earth (Bonus Disc)        |
| George Hamilton IV (originally by John D. Loudermilk | "A Rose and a Baby Ruth"    | The Last Tour On Earth (Bonus Disc)        |
| Johnny Mandel & Mike Altman for M.A.S.H.             | "Suicide is Painless"       | Book Of Shadows: Blair Witch 2 (OST)       |
| Danny Elfman for The Nightmare Before Christmas      | "This is Halloween"         | Nightmare Revisited                        |
| The Geto Boys                                        | "Mind of a Lunatic"         | This Is the New Shit                       |
| Charles Manson                                       | "Sick City"                 |                                            |

## Membrii formației
Majoritatea membrilor formației au contribuit la interpretare (în studio sau live) cu mai multe instrumente ca foști membrii. Ramirez a interpretat la chitară pentru câteva înregistrăriîn timp ce live era la chitară bas, Madonna Wayne Gacy interpreta la orgă și alte instrumente, Manson putea interpreta la flaut, pian, orgă și chitară, iar Berkowitz la chitară bas, chitară și tobe. Membrii actuali știu să interpreteze la mai multe instrumente.
| Membri actuali - Marilyn Manson – vocal, chitară, chitară adițională, saxofon, flaut (1989–prezent) - Twiggy Ramirez – chitară, chitară adițională, bas, vocal, back vocal (2009–prezent), chitară bas, chitare, back vocal (1993–2002, 2008) - Fred Sablan – chitară bas (2010–prezent) Membri actuali de turnee - Jason Sutter – baterie (2012–prezent) - Spencer Rollins – clape, chitară adițională (2013–prezent) | Foști membri - Zsa Zsa Speck – clape (1989) - Olivia Newton Bundy – chitară bas (1989–1990) - Daisy Berkowitz – chitară (1989–1996) - Madonna Wayne Gacy – clape, percuție, programare (1989–2007) - Gidget Gein – chitară bas (1990–1993) (decedat) - Sara Lee Lucas – baterie (1991–1995) - Ginger Fish – baterie (1995–2011) - Zim Zum – chitară (1996–1998) - John 5 – chitarăs (1998–2004) - Tim Sköld – chitare, clape, back vocal (2005–2008), chitară bas, back vocal (2002–2005) - Chris Vrenna – clape, percuție, programare (2007–2011) | Foști membri de turnee - Chris Vrenna - baterie (2004-2005) - Mark Chaussee – chitară, chitară bas (2004–2005) - Rob Holliday – chitară bas, back vocal (2007–2008), chitară, back vocal (2008) - Wes Borland – chitară (2008–2009) - Andy Gerold – chitară bas, chitară (2009–2010) |

### Turnee
- Independent Touring (The Spooky Kids) (1990–93)
- Portrait of an American Family (1994–95)
- Smells Like Children Tour (1995–1996)
- Dead to the World Tour (1996–97)
- Mechanical Animals Tour (1998–99)
- Beautiful Monsters Tour (1999)
- Rock Is Dead Tour (1999)
- Guns, God and Government Tour (2000–01)
- Grotesk Burlesk Tour (2003–04)
- Against All Gods Tour (2004–05)
- Rape of the World Tour (2007–08)
- The High End of Low Tour (2009)
- Hey Cruel World... Tour (2012)
- The Hell Not Hallelujah Tour/The End Times Tour (2015)
- Heaven Upside Down (2017)
- Hell Never Dies/Twins of Evil (2019)

## Discografie
- Portrait of an American Family (1994)
- Antichrist Superstar (1996)
- Mechanical Animals (1998)
- Holy Wood (In the Shadow of the Valley of Death) (2000)
- The Golden Age of Grotesque (2003)
- Eat Me, Drink Me (2007)
- The High End of Low (2009)
- Born Villain (2012)
- The Pale Emperor  (2015)
- Heaven Upside Down (2017)
- We Are Chaos (2020)

## Premii

### Billboard Music Video Awards
| An   | Beneficiar      | Premiu                      | Rezultat |
| ---- | --------------- | --------------------------- | -------- |
| 1998 | "The Dope Show" | Best Clip (Hard Rock/Metal) | Câștigat |
| 1998 | "The Dope Show" | Maximum Vision Award        | Câștigat |

### Premiile Grammy
| An   | Beneficiar                             | Premiu                           | Rezultat     |
| ---- | -------------------------------------- | -------------------------------- | ------------ |
| 1999 | "The Dope Show"                        | Best Hard Rock Performance       | Nominalizare |
| 2001 | "Astonishing Panorama of the Endtimes" | Best Metal Performance           | Nominalizare |
| 2004 | "mOBSCENE"                             | Best Metal Performance           | Nominalizare |
| 2013 | "No Reflection"                        | Best Hard Rock/Metal Performance | Nominalizare |

### Kerrang!Awards
| An   | Beneficiar     | Premiu       | Rezultat     |
| ---- | -------------- | ------------ | ------------ |
| 2000 | Marilyn Manson | Hall Of Fame |              |
| 2003 | "mOBSCENE"     | Best Video   | Nominalizare |

### MTV Video Music Awards
| An            | Beneficiar             | Premiu                        | Rezultat     |
| ------------- | ---------------------- | ----------------------------- | ------------ |
| Format:Mtvvma | "Sweet Dreams"         | Best Hard Rock Video          | Nominalizare |
| Format:Mtvvma | "The Beautiful People" | Best Hard Rock Video          | Nominalizare |
| Format:Mtvvma | "The Beautiful People" | Best Special Effects          | Nominalizare |
| Format:Mtvvma | "The Beautiful People" | Best Art Direction in a Video | Nominalizare |
| Format:Mtvvma | "The Dope Show"        | Best Rock Video               | Nominalizare |

### Altele
| An   | Lucrare nominalizată | Premiu                     | Nominator              |
| ---- | -------------------- | -------------------------- | ---------------------- |
| 1992 | Marilyn Manson       | Best Heavy Metal Band      | New Times Magazine     |
| 1992 | Marilyn Manson       | Best Hard Alternative Band | South Florida Slammies |
| 1992 | Marilyn Manson       | Band of the Year           | South Florida Slammies |
| 1996 | Marilyn Manson       | Band of the Year           | South Florida Slammies |
| 1997 | Marilyn Manson       | Best New Artist            | Rolling Stone          |
| 1999 | "The Dope Show"      | Best Video of the Year     | Rolling Stone          |
| 2012 | Born Villain         | Rock Album of the Year     | Loudwire               |
| 2012 | "No Reflection"      | Rock Video of the Year     | Loudwire               |